# Victoria Miézan
Victoria Miézan – iworyjski piłkarz grający na pozycji pomocnika. W swojej karierze rozegrał 3 mecze w reprezentacji Wybrzeża Kości Słoniowej.

## Kariera klubowa
W swojej karierze piłkarskiej Miézan grał w klubie Africa Sports National. Pięciokrotnie wywalczył z nim mistrzostwo Wybrzeża Kości Słoniowej w sezonach 1985, 1986, 1987, 1988 i 1989. Zdobył też trzy Puchary Wybrzeża Kości Słoniowej w sezonach 1985, 1986 i 1989.

## Kariera reprezentacyjna
W reprezentacji Wybrzeża Kości Słoniowej Gnahoré zadebiutował 21 kwietnia 1985 roku w przegranym 0:2 meczu eliminacji do MŚ 1986 z Ghaną, rozegranym w Kumasi. W 1986 roku został powołany do kadry na Puchar Narodów Afryki 1986. Zagrał na nim w jednym meczu, o 3. miejsce z Marokiem (3:2). Z Wybrzeżem Kości Słoniowej zajął 3. miejsce w tym turnieju. W kadrze narodowej od 1985 do 1987 rozegrał 3 mecze.